# Hansine Andræ
Hansine Andræ, född 1817, död 1898, var en dansk kvinnosakspolitiker och dagboksförfattare. 
Hon gifte sig 1842 med politikern Carl Christoffer Georg Andræ. 
Hon deltog inte öppet i kvinnorörelsen, men i samband med diskussioner om att ändra bröllopsritualen skrev hon 1879 till Dansk Kvindesamfund och föreslog att man skulle radera alla löften om en hustrus lydnad utom en. 
Hon är känd för sin dagbok, som skrevs 1854–1858 och betraktas som ett historiskt intressant tidsdokument och som publicerades 1914–1920. 